# Receptor de estrógeno
El receptor de estrógeno hace referencia a un grupo de receptores celulares que son activados por la hormona denominada 17β-estradiol o estrógeno. Se han descrito dos tipos de receptores de estrógeno: ER, que es un miembro de la familia de los receptores nucleares, y el receptor de estrógeno acoplado a proteínas G GPR30 (GPER), que pertenece a la familia de receptores acoplados a proteínas G. No obstante, y de forma general, cuando se habla de "Receptor de estrógenos" se hace referencia a los del primer tipo, es decir, a los pertenecientes a la familia de los receptores nucleares, que serán tratados en este artículo.
La principal función del receptor de estrógeno es la de actuar como factor de transcripción que se une al ADN con el fin de regular la expresión génica. Sin embargo, el receptor de estrógeno presenta funciones adicionales independientes de la unión a ADN.

## Proteómica
Existen dos formas diferentes del receptor de estrógeno, normalmente referidas como las formas α y β, ambas codificadas por genes diferentes e independientes (ESR1 y ESR2 respectivamente). La conformación activada del receptor de estrógeno forma un dímero y, puesto que ambas variantes son coexpresadas en diversos tipos de células, los receptores pueden formar homodímeros del tipo ERα (αα) o ERβ (ββ), o heterodímeros del tipo ERαβ (αβ). Los receptores de estrógeno α y β muestran una significativa similitud de secuencia, y ambos se componen de siete dominios 

Dominios de ERα y ERβ, incluyendo algunos de los sitios de fosforilación conocidos implicados en la regulación independiente de ligando.

Se han descrito diversas isoformas del receptor de estrógeno obtenidas mediante splicing alternativo, concretamente hasta 3 formas del ERα y 5 formas del ERβ. Las isoformas del receptor ERβ pueden transactivar la transcripción únicamente cuando se forma un heterodímero con el receptor funcional ERβ1 de 59 kDa. El receptor ERβ3 ha sido detectado en los testículos a elevadas concentraciones. 
En peces, pero no en humanos, se ha descrito otra forma denominada receptor de estrógeno gamma (ERγ).

## Genética
Las dos variantes del receptor de estrógeno, alfa y beta, son codificadas por diferentes genes, (ESR1 y ESR2), situados en el cromosoma 6 (6q25.1) y en el cromosoma 14 (14q), respectivamente.

## Distribución
Ambos tipos de receptores, alfa y beta, se expresan en una amplia variedad de tejidos, aunque existen notables diferencias en sus patrones de expresión:
- El receptor ERα es expresado mayoritariamente en endometrio, células de cáncer de mama, células del estroma ovárico e hipotálamo.[6]
- El receptor ERβ es expresado mayoritariamente en riñones, cerebro, hueso, corazón,[7] pulmones, mucosa intestinal, próstata y células del endotelio.

Los receptores de estrógeno son receptores citoplásmicos en ausencia de ligando, pero los últimos estudios llevados a cabo han demostrado que una fracción de estos receptores se localizan en el núcleo celular.

## Selectividad funcional y de unión
El dominio en alfa-hélice 12 juega un papel crucial en la determinación de interacciones con los coactivadores y correpresores y así en el efecto agonista o antagonista del ligando.
Ligandos diferentes pueden diferir en su afinidad por la isoforma alfa o beta del receptor de estrógeno:
- El 17β-estradiol con la misma afinidad a ambos receptores.
- El estrón se une con mayor afinidad al receptor alfa.
- El estriol, el raloxifeno y la genisteína se unen con mayor afinidad al receptor beta.

Los diversos subtipos de los moduladores selectivos del receptor de estrógeno se unen preferentemente al subtipo alfa o al subtipo beta del receptor. Además, las diferentes combinaciones diméricas del receptor de estrógeno pueden responder de un modo diferente a diversos ligandos, generando un efecto agonista o antagonista según el tejido. La relación de la concentración de subtipos α y β podría estar implicada en ciertas patologías.
El concepto de modulador selectivo de receptor de estrógeno está basado en la capacidad de promover las interacciones del receptor con diversas proteínas tales como correguladores transcripcionales de tipo coactivador o correpresor. Además, la relación entre proteínas coactivadoras y correpresoras varía según el tejido. Consecuentemente, el mismo ligando podría ser un agonista en algunos tejidos (donde predominarían coactivadores), mientras que actuaría como un antagonista en otros tejidos (donde predominarían correpresores). Por ejemplo, el tamoxifeno es un antagonista en mamas, por lo que es utilizado en el tratamiento del cáncer de mama, pero a su vez es un agonista en hueso, donde es utilizado con el fin de prevenir la osteoporosis, y también es un agonista parcial en el endometrio, donde incrementa el riesgo de padecer cáncer de útero.

## Transducción de señales
El estrógeno, al ser una hormona esteroidea, puede atravesar la membrana plasmática de la célula, con lo que los receptores no necesitan estar anclados a membrana para unir el estrógeno.

### Genómica
En ausencia de hormona, los receptores de estrógeno se encuentran localizados principalmente en el citoplasma. La unión de la hormona al receptor pone en funcionamiento un cierto número de eventos que comienzan con la migración del receptor desde el citoplasma al núcleo celular, la dimerización del receptor y la unión de este dímero a unas secuencias específicas de ADN conocidas como elementos de respuesta a hormonas. El complejo receptor/ADN recluta entonces otras proteínas implicadas en la transcripción de los genes diana y así expresar determinadas proteínas que darán lugar a variaciones en la función celular. Los receptores de estrógeno también tienen un dominio de unión a ADN y pueden actuar como factores de transcripción para regular la producción de proteínas.
El receptor también interacciona con el factor de transcripción AP-1 y con Sp1 para promover la transcripción por medio de varios coactivadores tales como PELP-1.

### No genómica
Algunos receptores de estrógeno se asocian con la superficie de la membrana celular y pueden ser rápidamente activados por exposición de las células al estrógeno.
Además, algunos de estos receptores pueden asociarse con membranas celulares mediante anclaje a la caveolina-1 para formar complejos con proteínas G, estriatina, receptores tirosina quinasa (como por ejemplo EGFR e IGF-1) y receptores no-tirosina quinasa (como por ejemplo Src). A través de la estriatina, algunos de estos receptores de estrógeno unidos a membrana pueden dar lugar a un incremento de los niveles de Ca2+ y óxido nítrico (NO). A través de los receptores tirosina quinasa, las señales son enviadas al núcleo por medio de la vía de las MAPK y la vía PI3K/AKT. La glicógeno sintasa quinasa-3 (GSK-3β) inhibe la transcripción inducida por los receptores de estrógeno nucleares mediante la inhibición de la fosforilación del residuo de serina 118 de los receptores tipo α. La fosforilación de GSK-3β impide este efecto inhibitorio, la cual puede ser llevada a cabo por la ruta PI3K/AKT y la ruta MAPK/ERK, vía quinasa s6 ribosomal.
Finalmente, el 17β-estradiol ha demostrado ser capaz de activar los receptores acoplados a proteínas G, GPR30. No obstante, la localización subcelular y el papel de este receptor son todavía objeto de controversia.

## Enfermedades relacionadas

### Envejecimiento
Estudios llevados a cabo en hembras de ratón han demostrado que los niveles de receptor de estrógeno alfa descienden drásticamente en el hipotálamo pre-óptico a medida que envejecen. Las hembras de ratón que fueron sometidas a una dieta hipocalórica a lo largo de sus vidas, mantenían unos niveles de ERα más elevados en el hipotálamo que los niveles observados en ratones no sometidos a dicha dieta.

### Cáncer
Los receptores de estrógeno son sobre-expresados en alrededor del 70% de los casos de cáncer de mama, referidos como "ER positivos". Se ha propuesto dos hipótesis para explicar por qué esto causa tumorogénesis, y las evidencias que apoyan cada una de dichas hipótesis:
- En primer lugar, la unión de estrógeno al receptor estimula la proliferación de las células de las glándulas mamarias, con el resultado de un incremento en la división celular y así, de la replicación del ADN, con el consiguiente riesgo de sufrir mutaciones.
- En segundo lugar, el metabolismo del estrógeno produce residuos genotóxicos.

El resultado de ambos procesos es la interrupción del ciclo celular, la apoptosis y la reparación del ADN, con la consecuente posibilidad de la formación de un tumor. ERα se encuentra asociado con multitud de tumores de diverso origen, mientras que la implicación de ERβ aún es controvertida. Se han identificado diferentes versiones del gen ESR1 (con polimorfismo de nucleótido único), asociadas con diferentes porcentajes de riesgo de desarrollar cáncer de mama.
La terapia endocrina para tratar el cáncer de mama requiere el uso de moduladores selectivos del receptor de estrógeno (SERMs), los cuales se comportan como antagonistas de los receptores de estrógeno en el tejido mamario, o bien inhibidores de aromatasa. El estatus de ER es utilizado para determinar la sensibilidad del cáncer de mama al tamoxifeno y a los inhibidores de aromatasa. Otro SERM, el raloxifeno, ha sido utilizado como quimioterapia preventiva para mujeres que posean un alto riesgo de desarrollar cáncer de mama. Otro quimioterapéutico anti-estrógeno es el ICI 182,780 (Faslodex), que actúa como un antagonista y promueve además la degradación del receptor de estrógeno.
El estrógeno y sus receptores también se encuentran implicados en cáncer de ovario, cáncer de colon, cáncer de próstata y cáncer de endometrio. El cáncer de colon avanzado se encuentra asociado a la pérdida de ERβ, el receptor de estrógeno predominante en el tejido intestinal, con lo que el tratamiento consiste en la administración de agonistas específicos de ERβ.

### Obesidad
Una demostración dramática de la importancia de los estrógenos en la regulación de la acumulación de grasas proviene de estudios llevados a cabo en ratones knockout que no poseen un gen funcional de la aromatasa. Estos ratones presentan niveles muy bajos de estrógenos y son obesos. También se ha observado obesidad en hembras de ratón con baja producción de estrógeno debido a la ausencia del receptor de hormona foliculoestimulante. El efecto de bajos niveles de estrógeno en el incremento de la obesidad ha sido asociado al receptor de estrógeno alfa.

## Historia
Los receptores de estrógeno fueron identificados por Elwood V. Jensen en la Universidad de Chicago en la década de 1950, descubrimiento por el cual Jensen recibió el Premio Lasker. El gen que codifica el receptor de estrógeno beta fue identificado en 1996 por Kuiper en mustras de próstata y ovario de rata, utilizando primers degenerados diseñados a partir del gen del receptor de tipo alfa.